# 森公挙
森 公挙（もり こうきょ、1902年〈明治35年〉2月6日 - 1979年〈昭和54年〉1月2日）は日本画家。京都画壇の重鎮で「明治の応挙」と評された森寛斎の孫で、京都を中心に活躍した。

## 人物
京都府福知山市出身。本名は愛一。祖父は日本画家の森寛斎、父は日本画家の森雄山、子は病理学者で兵庫医科大学名誉教授の森芳茂、孫は心理学者で甲南大学名誉教授の森茂起。
16歳の時、祖父寛斎の弟子であった山元春挙の門に入り、円山派を修得する。その後、団体に属さず、無所属で制作活動を続けた。
花鳥・風景・人物画を得意とし、京都で活躍した。祖父寛斎の鑑定家としても有名。山口県立美術館に祖父寛斎に関する数多くの資料を寄贈した。京都市左京区に住した。
前立腺がんのため、京都大学医学部附属病院で死去した。享年76歳。